# Sunset Village
Sunset Village es un lugar designado por el censo ubicado en el condado de Upson en el estado estadounidense de Georgia. En el censo de 2000, su población era de 871.

## Geografía
Sunset Village se encuentra ubicado en las coordenadas 32°53′57″N 84°24′34″O / 32.89917, -84.40944 (32.899173, -84.409413). Según la Oficina del Censo, la localidad tiene un área total de 12,9 km² (5 mi²), de la cual 12,8 km² (4,9 mi²) es tierra y 0,1 km² (0 mi²) (0.7%) es agua.

## Demografía
Según la Oficina del Censo en 2000 los ingresos medios por hogar en la localidad eran de $34,487, y los ingresos medios por familia eran $40,962. Los hombres tenían unos ingresos medios de $30,647 frente a los $21,850 para las mujeres. La renta per cápita para la localidad era de $16,013. 